# Ngog Lituba
Ngog Lituba è una montagna situata nel comune di Nyanon, a nord-est di Douala, in Camerun, alta circa 1500 metri.

## Storia
Ngog Lituba significa "roccia forata" e prende il nome dalla grotta che si apre sul suo fianco ad un'altitudine di 800 m. La montagna è ritenuta sacra da popoli che vivono nelle sue vicinanze come Elog-Mpo'o, Bassa, Duala, e Bati, che vi effettuano pellegrinaggi. La montagna non solo riveste una notevole importanza per le credenze popolari, ma anche per la comunità scientifica, a causa della sua particolare conformazione, che non ha ancora trovato una giusta spiegazione.
Ngog Lituba ha l'aspetto di una roccia vulcanica, che emerge da una foresta attraversata dal fiume Sanaga, anch'esso sede di numerosi miti e leggende. Niente però potrebbe far pensare ai resti di un vulcano spento; un'ipotesi accreditata è quella di considerare l'area circostante come un cratere meteorico eroso nel tempo e la stessa montagna come un meteorite di enormi proporzioni. Ciò spiegherebbe anche la sua particolare forma che può essere derivante dall'impatto con l'atmosfera che avrebbe provocato la parziale fusione del materiale roccioso di cui è composta.
A rafforzare tale ipotesi, in alcuni punti la roccia appare gonfia e piena di aria, come se questa avesse ribollito a suo tempo a causa di forti temperature. Inoltre, si possono osservare anche impronte preistoriche di piedi umani lasciate nella roccia, forse in un momento in cui era ancora malleabile.

## Il mito
Ngog Lituba viene considerata dai popoli della zona, come il posto da cui uscirono i due primi progenitori del popolo africano.
La tradizione africana narra che i due progenitori, in fuga dall'antico Egitto, cacciati dai Fulbe e inseguiti dai loro nemici si rifugiarono all'interno della grotta di Ngog Lituba. Non appena ebbero preso riparo dai loro inseguitori, un ragno tessé rapidamente la sua tela in corrispondenza dell'ingresso della grotta. I loro inseguitori passarono vi davanti senza sospettare nulla, ritenendo che nessuno vi fosse entrato essendo la tela intatta, e proseguirono la loro ricerca altrove.
Ancora altre tradizioni relative al mito di Ngog Lituba narrano che questo fu il luogo in cui, all'inizio dei tempi, si manifestò il dio vivente Nyambé, l'antico degli antichi. Qui creò gli "spiriti", la prima coppia umana che mancava di ombelico e la vastissima foresta dove pose la grande roccia di Ngog Lituba. La coppia in seguito generò la sua prole che andò a costituire nel tempo un popolo. Nyambé viveva tra di loro dispensando conoscenza e proteggendoli dalle malattie e dalla morte e la grotta era la sua dimora. Vicini al dio gli uomini vivevano nella pace e nella prosperità basata sulla reciproca amicizia, ed erano uniti simbolicamente “come le dita delle mani”. Ai piedi della montagna, Nyambé aveva piantato il "Singue", un piccolo albero che consentiva di ritrovare salute e una rinnovata gioventù in grado di far ricominciare una nuova vita.
Accadde però, che alcuni individui contestarono il ruolo del dio e, appoggiati dai loro seguaci, cercarono di reclamare la loro volontà di poter vivere indipendenti senza bisogno della sua presenza. Il dio, rispettando la loro volontà, si fece da parte, ma prima di accomiatarsi dagli uomini si presentò un'ultima volta per dare ancora la sua esortazione. Nyambé riunì il suo popolo ai piedi della montagna. Mostrò un fascio di rametti trattenuti da un laccio e spiegò come quel fascio, che rappresentava l'unità del popolo, non poteva essere spezzato neppure dall'uomo più forte, mentre un qualsiasi singolo rametto era frantumabile con facilità e li invitò a restare uniti per continuare a vivere in armonia. Quindi abbandonò il mondo degli uomini, lasciando che le società iniziatiche segrete che aveva fondato continuassero a onorarlo e a tramandare il suo insegnamento tra le varie nazioni africane che si stavano formando.
Da allora il popolo africano perse la sua unità e cominciò a conoscere la sofferenza e la morte. Solo coloro che lo ascoltarono, assecondandolo nella sua esortazione, poterono continuare a vivere nel suo dono spirituale. Nella prospettiva del mito di Nyambé si può ritenere che Ngog Lituba giunga a coinvolgere con il suo significato spirituale non solo il popolo Bassa ma anche tutto il continente africano.

## Controversie
Nel 1959, la Chiesa cattolica, per opera del vescovo di Douala, Monsignor Mongo, egli stesso dell'etnia Bissoo, fece erigere una grande croce e una statua della Madonna sulla sommità della montagna, con l'intento di trasformare questo importante luogo di pellegrinaggio e culla delle quattordici tribù native di Ngog Lituba in una proprietà fondiaria da poter utilizzare per i propri scopi. Nel 2005, Samuel Brice Tjomb, membro della comunità Bassa e portavoce della "Confrérie Mbog-Parlement”, chiese l'aiuto della Ecospirituality Foundation per dare un contributo di visibilità pubblica al loro problema.